# Probame
Probame es el primer álbum de debut de la banda de rock argentino Jóvenes Pordioseros. El álbum se editó y lanzó en el año 2003 por Warner Music Group. Las canciones que potenciaron la fama de la banda fueron Chicos de Barrio, Quiero Tocar y ¿Qué se Siente Estar Tan Sola?.

## Grabación y edición
Jóvenes pordioseros lanzaron Probame en el año 2001, este contenía solamente 14 canciones estaban grabadas en versión demo, Luego en 2003 vuelven a regrabar Probame en los estudios Warner Music Argentina agregando más canciones incluyendo un ''Bonus Track'' de ''¿Qué se siente estar tan sola? grabado de forma demo como una prueba de sonido.

## Producción
Cristian Gabriel Iglesias (Compositor, Letra & Voz). Gabriel Podliszewski (Mezcla).

## Presentación
El álbum se presentó por primera vez en 2001 en ''Roxie'' boliche ubicado en Buenos Aires, luego de la reedición se presenta en 2003 en Cemento. En ese mismo año la canción ¿Que se Siente Estar Tan Sola? se promociona antes del comienzo de un recital del grupo Callejeros dado en The End en un fragmento de 33 Segundos antes de decir la ''Lista Cultural'' de los grupos de rock que se presentarían en vivo posteriormente. 

## Lista de canciones
| Probame (2003) |                                                 |          |  |
| N.º            | Título                                          | Duración |  |
| 1.             | «Chicos De Barrio»                              | 3:10     |  |
| 2.             | «Bailando»                                      | 3:35     |  |
| 3.             | «Vértigo»                                       | 4:51     |  |
| 4.             | «Quiero Tocar»                                  | 3:00     |  |
| 5.             | «Nunca Pude Estar Solo»                         | 3:20     |  |
| 6.             | «Todo Me Alcanza»                               | 3:30     |  |
| 7.             | «¿Que Haces?»                                   | 3:40     |  |
| 8.             | «Voy Borracho»                                  | 3:50     |  |
| 9.             | «¿Que Se Siente Estar tan Sola?»                | 5:30     |  |
| 10.            | «Cuando Me Muera»                               | 3:45     |  |
| 11.            | «Dale Que Va»                                   | 3:33     |  |
| 12.            | «Vuelan Alto»                                   | 5:40     |  |
| 13.            | «Veneno»                                        | 3:12     |  |
| 14.            | «Maldito San Telmo»                             | 3:25     |  |
| 15.            | «Me Quedo Con El Rock»                          | 3:58     |  |
| 16.            | «Quiero Mas»                                    | 2:20     |  |
| 17.            | «Gracias Por Venir»                             | 3:25     |  |
| 18.            | «¿Que se siente estar tan sola? (Versión Demo)» | 4:30     |  |
| 58:35          |                                                 |          |  |